# Acer taipuense
Acer taipuense är en kinesträdsväxtart som beskrevs av Fang. Acer taipuense ingår i släktet lönnar, och familjen kinesträdsväxter. Inga underarter finns listade i Catalogue of Life.